# 生態系統崩潰

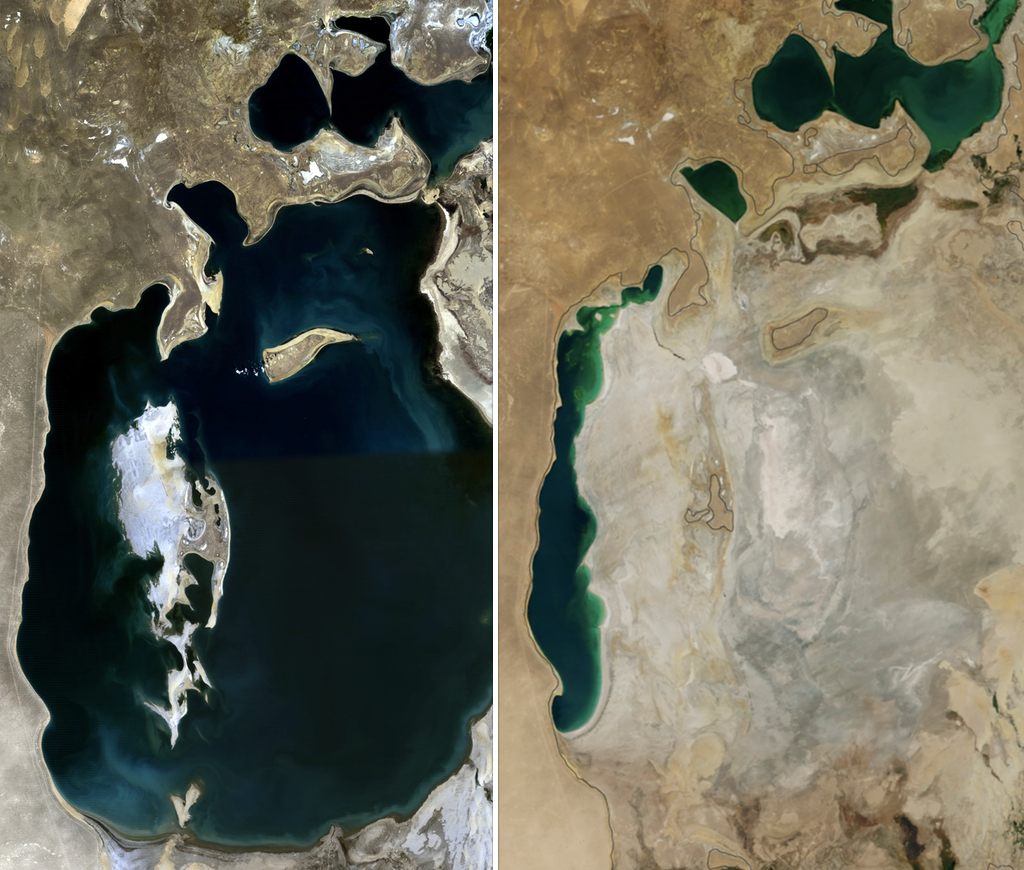
1989年（左）和2014年的鹹海图像。咸海周邊的生态系统已經崩溃。 （图片来源： NASA ）

生态系统崩溃是指 生态系统內特有生物群以及非生物特征逐渐消失。 生态系统崩溃并不意味着出現崩潰的地區內的生命完全消失。生态系统崩溃往往是不可逆转的，即使有可能逆转，也往往是缓慢而困难的。 